# Maria Chatillon-Blois
Maria Chatillon-Blois (1345 - 1407), duquessa consort d'Anjou (1360-1384), comtessa consort de Provença i reina consort de Nàpols (1383-1384).
Filla del duc de Bretanya Carles de Blois i Joana de Penthièvre, era neta per línia paterna del comte Guiu I de Blois-Chatillon i Margarida de Valois, i per línia materna del comte Guiu VII de Llemotges i Joana d'Avangour. Es casà el 1360 amb el duc Lluís I d'Anjou, fill del rei Joan II de França i Judit de Bohèmia. D'aquest matrimoni en nasqueren tres fills:
- Maria d'Anjou (1370-v 1383)
- Lluís II d'Anjou (1377-1417), comte de Provença i duc d'Anjou
- Carles d'Anjou (1380-1404), príncep de Tàrent i comte d'Etampes